# Union Township (comté de Sullivan, Missouri)
Union Township est un township, situé dans le comté de Sullivan, dans le Missouri, aux États-Unis,.
Le township est fondé en 1872.

### Source de la traduction
- (en) Cet article est partiellement ou en totalité issu de l’article de Wikipédia en anglais intitulé « Union Township, Sullivan County, Missouri » (voir la liste des auteurs).